# سپیده‌دم در سوکورو
سپیده دم در سوکورو (به انگلیسی: Dawn at Socorro) یک فیلم سینمایی آمریکایی تکنی‌کالر در ژانر وسترن محصول سال ۱۹۵۴ به کارگردانی جرج شرمن و با بازیگری روری کلهون، پایپر لوری، دیوید برایان، کتلین هیوز و الکس نیکول است.
داستان این فیلم بر اساس تیراندازی واقعی در شهری در سال ۱۸۷۱ ساخته شده‌است اما هیچ حادثه‌ای در آنجا رخ نداد.

## بازیگران
- روری کلهون در نقش برت وید
- پایپر لوری در نقش رنه هیز
- دیوید برایان در نقش دیک برادن
- کاتلین هیوز در نقش کلر
- الکس نیکول به عنوان جیمی راپ
- ادگار بیوکانان به عنوان کلانتر کاوتن
- مارا کوردی به عنوان پتی الماس
- روی رابرتس به عنوان دکتر جیمزون
- جیمز میلکان در نقش مارشال هری مک نایر
- لی وان کلیف به عنوان ارل فریس
- استنلی اندروز در نقش پیرمرد فریس
- ریچارد گارلند در نقش تام فریس
- اسکات لی در نقش معاون وینس مک نایر
- پل برینگر
- فیلو مک‌کالو
- فارست تیلور در نقش جب هیز